# Olympische Winterspiele 2014/Skilanglauf – 4 × 10 km (Männer)
Die 4 × 10-km-Skilanglaufstaffel der Männer bei den Olympischen Winterspielen 2014 fand am 16. Februar 2014 im Laura Biathlon- und Skilanglaufzentrum statt. Olympiasieger wurde die schwedische Staffel mit Lars Nelson, Daniel Rickardsson, Johan Olsson und Marcus Hellner. Die Silbermedaille ging an die Staffel aus Russland, Bronze an Frankreich.

## Daten
- Datum: 16. Februar 2014, 14:00 Uhr
- Streckenlänge: 3 × 3,367 km
- Höhenunterschied: 35 m
- Maximalanstieg: 32 m
- Totalanstieg: 3 × 357 m
- 16 Staffeln am Start, alle in der Wertung

## Ergebnisse
| Platz      | Land/Sportler                                                                          | Zeit                                                        |
| ---------- | -------------------------------------------------------------------------------------- | ----------------------------------------------------------- |
| 001        | Schweden Lars Nelson Daniel Rickardsson Johan Olsson Marcus Hellner                    | 1:28:42,0 h 23:16,5 min 22:59,6 min 21:00,4 min 21:25,5 min |
| 002        | Russland Dmitri Japarow Alexander Bessmertnych Alexander Legkow Maxim Wylegschanin     | 1:29:09,3 h 23:43,8 min 23:13,6 min 20:33,4 min 21:38,5 min |
| 003        | Frankreich Jean-Marc Gaillard Maurice Manificat Robin Duvillard Ivan Perrillat Boiteux | 1:29:13,9 h 23:26,1 min 23:13,6 min 20:55,4 min 21:38,8 min |
| 004        | Norwegen Eldar Rønning Chris Jespersen Martin Johnsrud Sundby Petter Northug           | 1:29:51,7 h 23:42,8 min 23:36,1 min 20:56,8 min 21:36,0 min |
| 005        | Italien Dietmar Nöckler Giorgio Di Centa Roland Clara David Hofer                      | 1:30:04,7 h 23:41,5 min 23:16,3 min 21:00,4 min 22:06,5 min |
| 006        | Finnland Sami Jauhojärvi Iivo Niskanen Lari Lehtonen Matti Heikkinen                   | 1:30:28,4 h 23:16,8 min 22:59,3 min 22:09,7 min 22:02,6 min |
| 007        | Schweiz Curdin Perl Jonas Baumann Remo Fischer Toni Livers                             | 1:30:33,8 h 23:38,0 min 23:34,0 min 21:49,1 min 21:32,7 min |
| 008        | Tschechien Aleš Razým Lukáš Bauer Martin Jakš Dušan Kožíšek                            | 1:30:36,8 h 23:43,5 min 22:49,9 min 21:25,2 min 22:38,2 min |
| 009        | Deutschland Jens Filbrich Axel Teichmann Tobias Angerer Hannes Dotzler                 | 1:31:18,8 h 23:53,3 min 23:18,5 min 21:32,9 min 22:34,1 min |
| 010        | Estland Karel Tammjärv Algo Kärp Aivar Rehemaa Raido Ränkel                            | 1:32:52,6 h 24:17,2 min 23:53,3 min 22:13,0 min 22:29,1 min |
| 011        | Vereinigte Staaten Andy Newell Erik Bjornsen Noah Hoffman Simi Hamilton                | 1:33:15,1 h 24:34,3 min 23:56,8 min 21:37,4 min 23:06,6 min |
| 012        | Kanada Len Väljas Ivan Babikov Graeme Killick Jesse Cockney                            | 1:33:19,0 h 24:16,1 min 23:56,9 min 22:04,6 min 23:01,4 min |
| 013        | Kasachstan Denis Wolotka Sergei Tscherepanow Jewgeni Welitschko Mark Starostin         | 1:34:11,9 h 23:50,1 min 24:28,7 min 22:44,2 min 23:08,9 min |
| 014        | Belarus Michail Sjamjonau Aljaksandr Lasutkin Aljaksej Iwanou Sjarhej Dalidowitsch     | 1:34:40,1 h 24:20,6 min 25:13,2 min 22:27,8 min 22:38,5 min |
| 015        | Polen Maciej Kreczmer Sebastian Gazurek Maciej Staręga Jan Antolec                     | 1:35:46,5 h 24:04,1 min 24:35,5 min 22:42,9 min 24:24,0 min |
| überrundet | Japan Hiroyuki Miyazawa Keishin Yoshida Nobu Naruse Akira Lenting                      | 25:17,8 min 24:54,3 min 23:31,2 min -                       |